# Anthony Petro Mayalla
Anthony Petro Mayalla (* 25. April 1940 in Nera, Mwanza, Tansania; † 19. August 2009 in Mwanza, Tansania) war  ein tansanischer Geistlicher und römisch-katholischer Erzbischof von Mwanza.

## Leben
Anthony Mayalla studierte an der Loyola University Chicago, USA und empfing in Ibindo am 20. Dezember 1970 die Priesterweihe.
Papst Johannes Paul II. ernannte ihn 1979 zum vierten Bischof von Musoma, einem Suffraganbistum des Erzbistums Mwanza. Die Bischofsweihe spendete ihm am 22. April 1979 der Erzbischof von Daressalam, Laurean Kardinal Rugambwa; Mitkonsekratoren waren sein Amtsvorgänger John James Rudin MM und Renatus Lwamosa Butibubage, Altbischof von Mwanza. 1987 erfolgte die Ernennung zum vierten Erzbischof von Mwanza.
Mayalla war der Gründer des Weil Bugando Medical Centre (WBMC) in Mwanza sowie der St.-Augustinus-Universität Tansania (SAUT). Er war Mitglied des Aufsichtsrates der Katholischen Universität von Ostafrika (CUEA). Von 1983 bis 1989 war er Vorsitzender der Tansanischen Bischofskonferenz (Tanzania Episcopal Conference, TEC).
Anthony Mayalla starb an den Folgen eines Herzinfarktes im Amt.